# Alcaria (Teruel)
Alcaria o Alcaria de Bellestar (grafía antigua de Villastar) es un despoblado medieval en el actual término municipal de Villel (provincia de Teruel en Aragón, España).
Aparece mencionado por primera vez en el reparto de diezmos hecho en 1205 por el obispo de Zaragoza Ramón de Castrocol. Dependía de la encomienda de Villel de la orden de San Juan.
Pedro Pruneda achaca en su crónica de la provincia de Teruel la despoblación de la localidad a los sufrimientos de la frontera aragonesa durante la guerra de los Dos Pedros contra Castilla. Aun así, Jordán de Asso menciona en su Historia de la Economía Política de Aragón que la orden de San Juan le concedió fuero en 1394, en lo que quizás fue un intento de repoblación tras dicha guerra.